# Newport (Delaware)
Newport é uma vila localizada no estado americano de Delaware, no condado de New Castle. Foi fundada em 1735 e incorporada em 1873. Situa-se às margens do rio Christina. É conhecida por ser a casa do inventor colonial Oliver Evans. Com 910 habitantes, de acordo com o censo nacional de 2020, é a 34ª localidade mais populosa e a 11ª mais densamente povoada do estado.

## Geografia
De acordo com o Departamento do Censo dos Estados Unidos, a vila tem uma área de 1,25 km², dos quais 1,21 km² estão cobertos por terra e 0,04 km² (3,1%) por água.

### Localidades na vizinhança
O diagrama seguinte representa as localidades num raio de 8 km ao redor de Newport.

## Demografia
Desde 1900, o crescimento populacional médio, a cada dez anos, é de 3,7%.

### Censo 2020
Segundo o censo nacional de 2020, a sua população é de 910 habitantes e sua densidade populacional de 753,5 hab/km². Houve um decréscimo populacional na última década de -13,7%, enquanto o crescimento estadual foi de 10,2%. É a 34ª localidade mais populosa e a 11ª mais densamente povoada do Delaware.
Possui 378 residências que resulta em uma densidade de 313,0 residências/km² e uma redução de -18,7% em relação ao censo anterior. Deste total, 7,7% das unidades habitacionais estão desocupadas. A média de ocupação é de 2,6  pessoas por residência.
A renda familiar média é de 36 071 dólares e a taxa de emprego é de 54,9%.

## Marcos históricos
O Registro Nacional de Lugares Históricos lista 12 marcos históricos em Newport. O primeiro marco foi designado em 11 de abril de 1973 e o mais recente em 21 de janeiro de 1994, o Newport Railroad Station.